# کاوش باستان‌شناسی
در باستان‌شناسی، کاوِش باستان‌شناسی (به انگلیسی: Archaeological excavation)، آشکارسازی و پردازش و ضبط آثار باستانی است. سایت کاوش یک سایت در حال مطالعه است که مرتبط با یک سایت (مکان تاریخی در حال مطالعه) باستان‌شناسی خاص یا یک سری از سایت‌ها است و ممکن است حدود چند هفته تا بیش از چند سال به طول بینجامد.
در عمل کاوش، تکنیک‌های تخصصی متعددی وجود دارد که از آنها استفاده می‌شود، و هر حفاری از ویژگی‌های خاص خود برخوردار است؛ که رویکرد باستان‌شناس را تعیین می‌کند. منابع و دیگر مسائل عملی اجازه نمی‌دهد باستان شناسان در هر زمان و هر کجا که مایل باشند عملیات حفاری را انجام دهند. این محدودیت به این معناست که بسیاری از سایت‌های شناخته شده عمداً بدون حفاری ترک شده‌اند.
این امر با هدف حفظ آن‌ها برای نسل‌های آینده و همچنین شناساندن نقش و ارزش آن‌ها برای جوامع ساکن در نزدیکی آن‌ها می‌باشد. امید است که با گذر زمان و پیشرفت در فناوری باستان شناسان قادر به بررسی این مکان‌ها و کسب نتایج بهتر شوند.

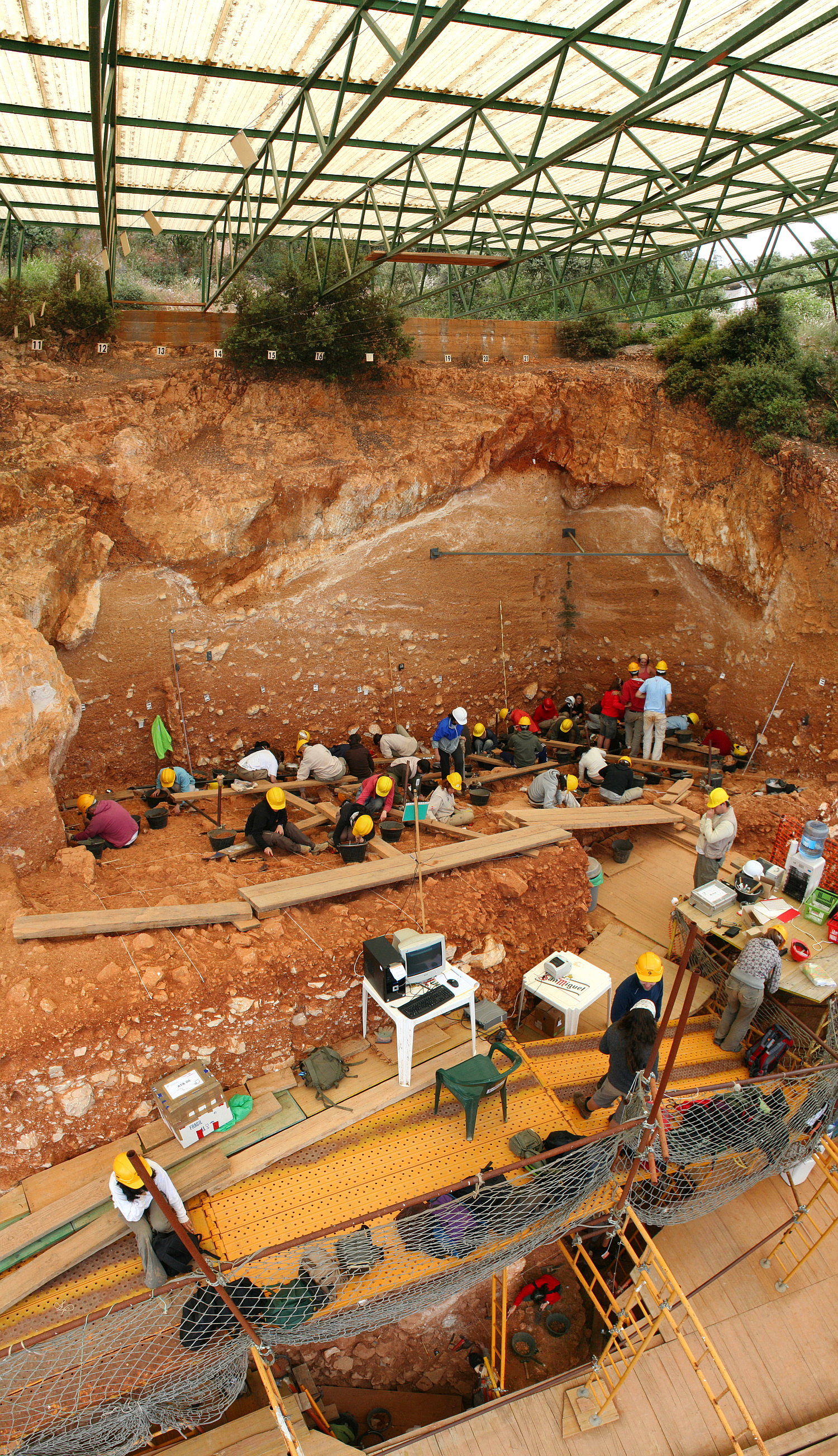
حفاری در سایت گرن دلینا اسپانیا

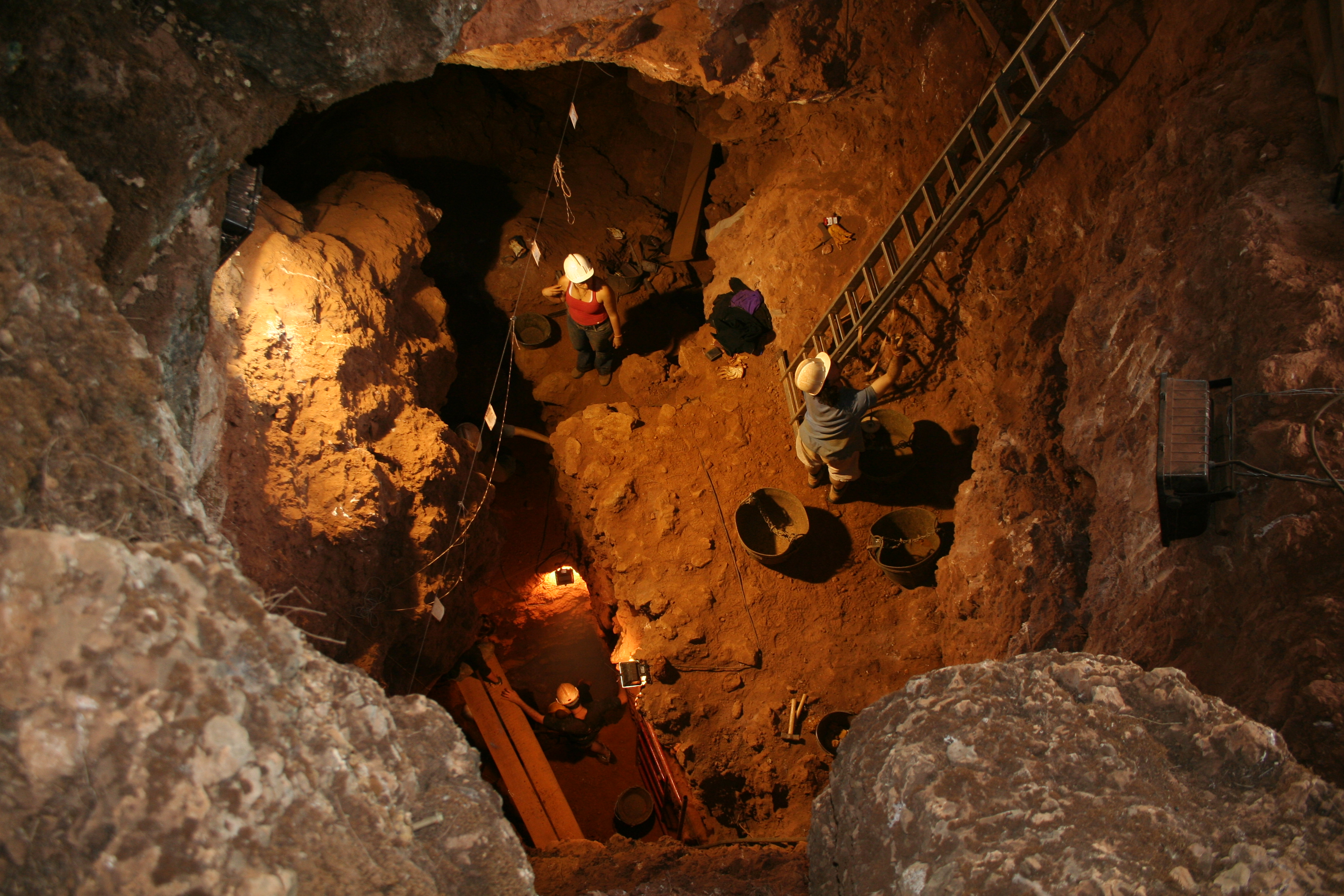
حفاری در غار سانتا آنا اسپانیا

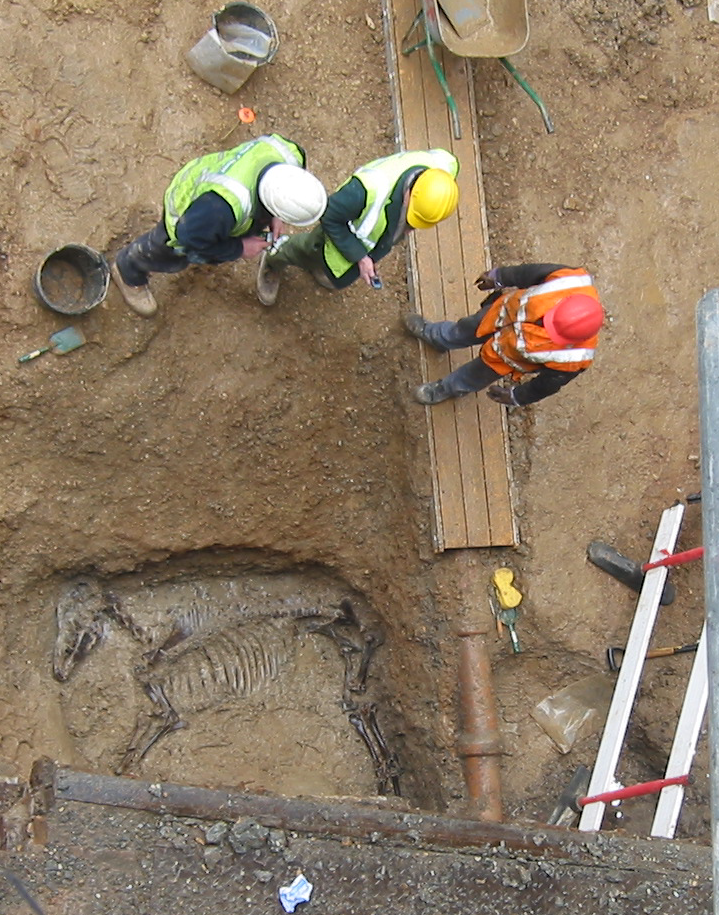
بقایای اسب رومی خاک شده در یک سایت کاوش توسعه‌ای در لندن

کاوش شامل بازیابی انواع مختلفی از داده‌ها از یک سایت است، مکانی که در آن شواهدی برای فعالیت‌های گذشته انسان وجود دارد. این داده‌ها شامل:
1. مصنوعات و اشیاء ساخته شده یا اصلاح شده توسط انسان
2. ویژگی‌ها (features) و تغییرات انجام شده در خود
3. شواهد و مدارک محیط زیست اطراف مانند پوسته حلزون، دانه‌ها و استخوان‌ها
4. از همه مهمتر ارتباط میان انواع دیگر داده

در حالت ایده‌آل این امکان وجود دارد که از یافته‌های حفاری سایت به‌طور کامل در فضای سه بعدی باز سازی شود.
اغلب می‌توان با شیوه‌های سنجش از راه دور مانند رادار نافذ زمین با درجهٔ احتمال بالا از وجود یا عدم وجود بقایای باستان‌شناسی آگاه شد اما درک درست و دقیق تر از ویژگی‌ها معمولاً نیازمند روش‌های مناسب حفاری می‌باشد.

## توسعه در طول تاریخ
تکنیک‌های حفاری در گذر زمان از کاوش تنها برای دستیابی گنج به جستجو برای درک کاملتر و دقیق روند فعالیت بشر در یک سایت و ارتباط آن با سایت‌های دیگر و سرزمین مربوط تبدیل گردیده‌است.
تاریخچه کاوش با یک جستجوی ساده برای گنج و آثار باستانی آغاز شد؛ و این امر در ابتدا مورد توجه بسیاری افراد سود جو بود ولی پس از آن این باور که حفاری در یک سایت می‌تواند آثار زندگی انسانهای گذشته ساکن در آن محل را از بین ببرد به وجود آمد و به تدریج جستجو برای عتیقه جات به باستان‌شناسی تبدیل گردید، پروسه‌ای که هنوز در حال تکمیل است.
مواد باستان‌شناسی به عنوان زباله در طی حوادثی در گذر زمان روی هم انباشته می‌شوند و هر حادثه که ممکن است کوتاه یا بلند مدت بوده باشد اثراتی از خود به جای می‌گذارد.
این لایه‌های کیک مانند به عنوان روند و مدارک باستان‌شناسی استفاده می‌شوند و با بررسی و تفسیر آن‌ها نتایج به دست می‌آید.
به عقیده لویس بینفورد باستان‌شناس برجسته، مدارک و شواهد باقی‌مانده در یک سایت ممکن است نتواند به‌طور کامل نشانگر وقایع رخ داده در یک مکان باشد. او شکارچیان در شمال مرکزی آلاسکا را مثال می‌زند که زمان زیادی را در یک مکان فقط درانتظار شکار می‌گذرانند و کارهایی که در آن مکان انجام می‌دادند صرفاً جهت گذراندن زمان بوده.
مانند کنده کاری اشیای مختلف از جمله قالب‌های چوبی برای ماسک، قاشق از جنس شاخ، سوزن از جنس عاج و همچنین کیسه پوستی و جوراب از جنس پوست گوزن کانادایی.
بینفورد اشاره می‌کند که همه این فعالیت‌ها می‌توانند اثراتی از خود به جا بگذارند ولی هیچ‌یک دلیل زندگی شکارچیان در آن منطقه نیستند زیرا آن‌ها تنها در انتظار شکار بوده‌اند.

## شیوه‌های کاوش
شیوه‌های پایه
1. کاوش تحقیقاتی: هنگامی که زمان و منابع در دسترس برای حفر به‌طور کامل و با فراغت خاطر باشد. این شیوه حال حاضر به‌طور انحصاری از طرف دانشگاه‌ها یا جوامع خصوصی که توانایی فراهم کردن نیروی کار و بودجه به اندازه کافی دارا هستند. اندازه حفاری می‌تواند توسط مدیر در طول حفاری تعیین شود.
2. کاوش توسعه‌ای: توسط باستان شناسان متخصص در زمانی که توسعه ساختمان‌ها سایت را تهدید می‌کند انجام می‌پذیرد. معمولاً بودجه و زمان این شیوه اهمیت دارد و تمرکز روی مکانهای متأثر از ساخت و ساز است. نیروی کار نیز معمولاً با تجربه‌اند و کاوش‌های قبل از توسعه مدارک خوبی از مکان‌های کاوش‌شده به دست می‌دهند. باستان‌شناسی نجات‌دهنده گاهی به عنوان نوع دیگری از کاوش شناخته می‌شود ولی عملاً شبیه کاوش توسعه‌ای است.